# Henrik Blixt
Henrik Blixt (tidigare Henrik Andersson), född 27 mars 1976 är en svensk fotbollsspelare med en lång fotbollskarriär i klubbar kring Örebro men som 2003 flyttade till Göteborg och fortsatte karriären där. Är son till Sören Andersson som är medlem i Stora grabbar i bandy.

## Klubbar som spelare
- Vretstorp IF 2019-
- Hovås-Billdal IF 2016-2019
- BK Skottfint 2010-2015
- Hovås Billdal IF 2007-2009
- Västra Frölunda IF 2003-2006
- BK Forward 2002
- Rynninge IK 1999-2001
- IFK Eskilstuna 1998
- Hertzöga BK 1997
- Örebro SK 1991-1996 (10 allsvenskamatcher)[3]
- Lillåns IF -1990